# Sigrid Hackenberg
Sigrid Hackenberg (3 de gener de 1960, Barcelona) és una artista, filòsofa i professora de filosofia mediàtica i de videoart a la Universitat de Nova York.

## Vida
Després de passar la seua infància més primerenca a Espanya, Sigrid Hackenberg es va criar a Alemanya, Canadà i Japó.
Després de graduar-se el 1984 a la Universitat Estatal de San Francisco, va obtenir un màster en Art el 1986 a la Universitat de Nova York.

## Carrera
Des de 1994 Sigrid Hackenberg ensenya videoart a la Universitat de Nova York.
A mitjan anys 1980, va començar a produir pel·lícules per Electronic Arts Intermix. A més, va presentar algunes d'aquestes pel·lícules i altres obres en exposicions. Ha col·laborat també amb altres artistes i ha realitzat exposicions pròpies.

### Exposicions individuals (selecció)
- 2003 – The Stable, Nova York
- 2001 – Marianne Boesky Gallery, Nova York
- 1999 – Galería Reinhard Hauff, Stuttgart
- 1998 – Marianne Boesky Gallery, Nova York
- 1995 – Roger Merians Gallery, Nova York
- En 1993, A/C Project Room, Nova York
- En 1992, A/C Project Room, Nova York
- 1990 – A/C Project Room, Nova York

### Exposicions col·lectives
- 2005 – Faculty Pin-Up, Universitat de Nova York, Nova York
- 2004 – Earth's burnt umber Meadows keep, Bright Hill Center, Treadwell
- 2003 – In Portraiture Irrelevance is Ugliness, Museum Schloss Hardenberg, Velbert
- 2002 – In Portraiture Irrelevance is Ugliness, Galerie Reinhard Hauff, Stuttgart

## Filmografia
- 1985: Body/Voice
- 1985: e. i
- 1986: Sleep
- 1988: Spanisches Band/Spanish Tape
- 1989: Korean Tape for Home
- 1990: 1 & 2/CHINESE DANCE
- 1991: The Pakistan Tapes/Achha
- 1993: Boys Will Be Boys
- 1996: Earth
- 1998: Portrait of Geraldine
- 1998: Sidney's War